# Eleocharis subangulata
Eleocharis subangulata är en halvgräsart som beskrevs av Tetsuo Michael Koyama. Eleocharis subangulata ingår i släktet småsäv, och familjen halvgräs. Inga underarter finns listade i Catalogue of Life.